# 明多粗犁鰻
明多粗犁鰻（学名：Lamnostoma mindora），又名明多羅龍口蛇鰻、民多羅龍口蛇鰻、硬骨篡，為輻鰭魚綱鰻鱺目糯鰻亞目蛇鰻科的其中一種，分布於亞洲、大洋洲，包括菲律賓、新幾內亞的淡水水域，體長可達40公分，棲息在底層水域，屬肉食性，生活習性不明。

## 擴展閱讀
維基物種上的相關：明多粗犁鰻